# دیو سیاه (فیلم ۲۰۲۳)
دیو سیاه (به انگلیسی: The Black Demon) یک فیلم علمی تخیلی، ترسناک و دلهره‌آور محصول سال ۲۰۲۳ به کارگردانی آدریان گرونبرگ با بازی جاش لوکاس، فرناندا اورجولا و خولیو سزار سدی‌یو است.
این فیلم در ۲۸ آوریل ۲۰۲۳ در سینماها اکران شد. همچنین در ۳۰ می ۲۰۲۳ به صورت دیجیتال و در ۱۱ ژوئیه ۲۰۲۳ به صورت ویدئویی منتشر می‌شود.

## داستان
مردی به نام پل استرجز که همراه با خانواده خود برای تعطیلات به مکزیک سفر می‌کنند. در این میان زمانی که آن‌ها از یک دکل نفتی بازدید می‌کنند، توسط یک کوسه عظیم‌الجثه معروف به دیو سیاه مورد حمله قرار می‌گیرند. حال پل باید راهی برای نجات جان خانواده‌اش پیدا کند اما…

## بازخوردها
این فیلم بر اساس ۲۳ نقد در راتن تومیتوز امتیاز ۹٪ دارد. چاد کالینز از Dread Central به فیلم دو ستاره از پنج ستاره اهدا کرد. مگان ناوارو از بلادی دیسگاستینگ نقدی منفی به فیلم داد و نوشت: "دیو سیاه تنها به کاوش در دخمه می‌پردازد و در عوض از آن به عنوان ابزاری برای چرخاندن یک داستان هشداردهنده از فاجعه زیست‌محیطی ساخته دست بشر استفاده می‌کند.